# Afilas
Afilas – władca Aksum, następca Endubisa. Jest znany z wybijanych przez niego monet, kontynuując tym samym zapoczątkowaną przez Enubisa tradycję wybijania monet z wizerunkiem władcy.

## Monety Afilasa

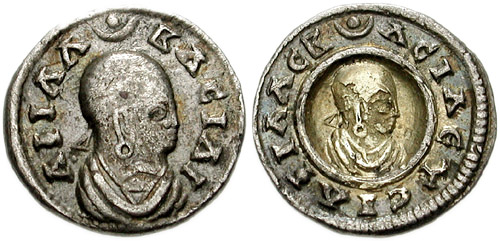
Monety Afilasa

Afilas produkował najmniejsze monety ze wszystkich królów Aksumi. Ich wartość wynosiła odpowiednio szesnastą część Aureusa. Były one wykonane ze srebra, a jedna strona monety była pozłacana. Na monetach znajduje się napis: AFI-LAC-BACI-LEY, co znaczy Król Afilas. Na innych monetach znajdują się napisy: Afilas, Basileus, Aksum.